# ماريا بيرد
ماريا بيرد (بالإنجليزية: Maria Bird)‏ هي ملحنة جنوب أفريقية، ولدت في 24 أغسطس 1891، وتوفيت في يونيو 1968.

## روابط خارجية
- ماريا بيرد على موقع IMDb (الإنجليزية)